# Hauptstrasse 182
Die Hauptstrasse 182 ist eine Hauptstrasse in den Schweizer Kantonen Freiburg und Bern. Sie verbindet die Hauptstrasse 12 in Freiburg mit der Hauptstrasse 1 in Murten und weiter nördlich mit der Hauptstrasse 10 in Ins.
Auf der Strecke Murten-Freiburg findet seit 1933 der Murtenlauf statt.

## Verlauf
Die Hauptstrasse beginnt im Freiburger Quartier Saint-Léonard beim unterirdischen Verkehrskreisel, in dem die Hauptstrasse 12 durch den St-Léonard-Tunnel zur Poyabrücke abbiegt. Nach dem Bau dieser Brücke wurde das Stück der Rue de Morat (Murtenstrasse) in Freiburg bis zum Kreisverkehr von der Hauptstrasse 182 weggenommen und der Hauptstrasse 12 zugeteilt.
Die Landstrasse Route de Morat (Murtenstrasse) führt von Freiburg gegen Norden, überquert in Granges-Paccot die Autobahn A12 mit einem Vollanschluss und führt danach über den Hügel Champ de Saint-Théodule und nahe am Westufer des Schiffenensees nach Cormagens und zur Brücke bei Pensier über die Sonnaz. Sie folgt im weiteren Verlauf als Route de Fribourg bzw. Murtenstrasse ungefähr der Bahnstrecke des Chemin de fer Fribourg–Morat–Anet und überquert die Gleise bei mehreren Niveauübergängen. In Courtepin überquert sie den Ruisseau de la Crausa.
Auf dem Sattel zwischen den Flussgebieten der Biberen und des Chandon führt die Hauptstrasse nach Courlevon, einer Ortschaft der Stadtgemeinde Murten, und danach durch Courgevaux in das Gebiet am Murtensee. Am Stadtrand von Murten trifft sie auf die Hauptstrasse 1, die seit den 1960er Jahren die Siedlung als Umfahrungsstrasse im Süden umgeht. Die beiden Strassen benützen über 3,5 Kilometer die gleiche Strecke. Bei Löwenberg liegt der westliche Halbanschluss an die Autobahn A1. Danach zweigt die Hauptstrasse 182 von der Hauptstrasse 1 ab und liegt zuerst auf einem kurzen Stück mit der Hauptstrasse 22 zusammen, bis sie diese beim Kreisel Champ-Raclé wieder verlässt.
Auf der Ostseite des Murtensees verläuft die Strasse gegen Nordwesten, durch Sugiez und über die weite Ebene «Grosses Moos». Zwischen der Strasse und dem Seeufer liegt das gut 200 Hektaren grosse national bedeutende Auengebiet «Le Chablais», das auch ein wertvolles Wasser- und Zugvogelreservat und ein national bedeutendes Flachmoor umfasst.
Von Sugiez aus zieht die Hauptstrasse in schnurgerader Linie über die Ebene, die nach der Ersten Juragewässerkorrektion melioriert wurde. Sie überquert dabei den Biberenkanal (Grand Canal) und den Hauptkanal, der früher «Aarbergerkanal» hiess. In Ins trifft die Route auf die Hauptstrasse 10, die vom Kanton Neuenburg über Bern nach Luzern führt.

## Murtenlauf
Auf dem Abschnitt Murten-Freiburg der Hauptstrasse 182 findet jeweils im Herbst der Murtenlauf statt. Der 1933 erstmals durchgeführte Gedenkanlass erinnert an die legendenhafte Leistung eines Boten, der nach der Schlacht bei Murten vom 22. Juni 1476 die Nachricht über den Sieg des Auszugs der Schweizer Kantone über die burgundische Armee nach Freiburg gebracht haben soll.

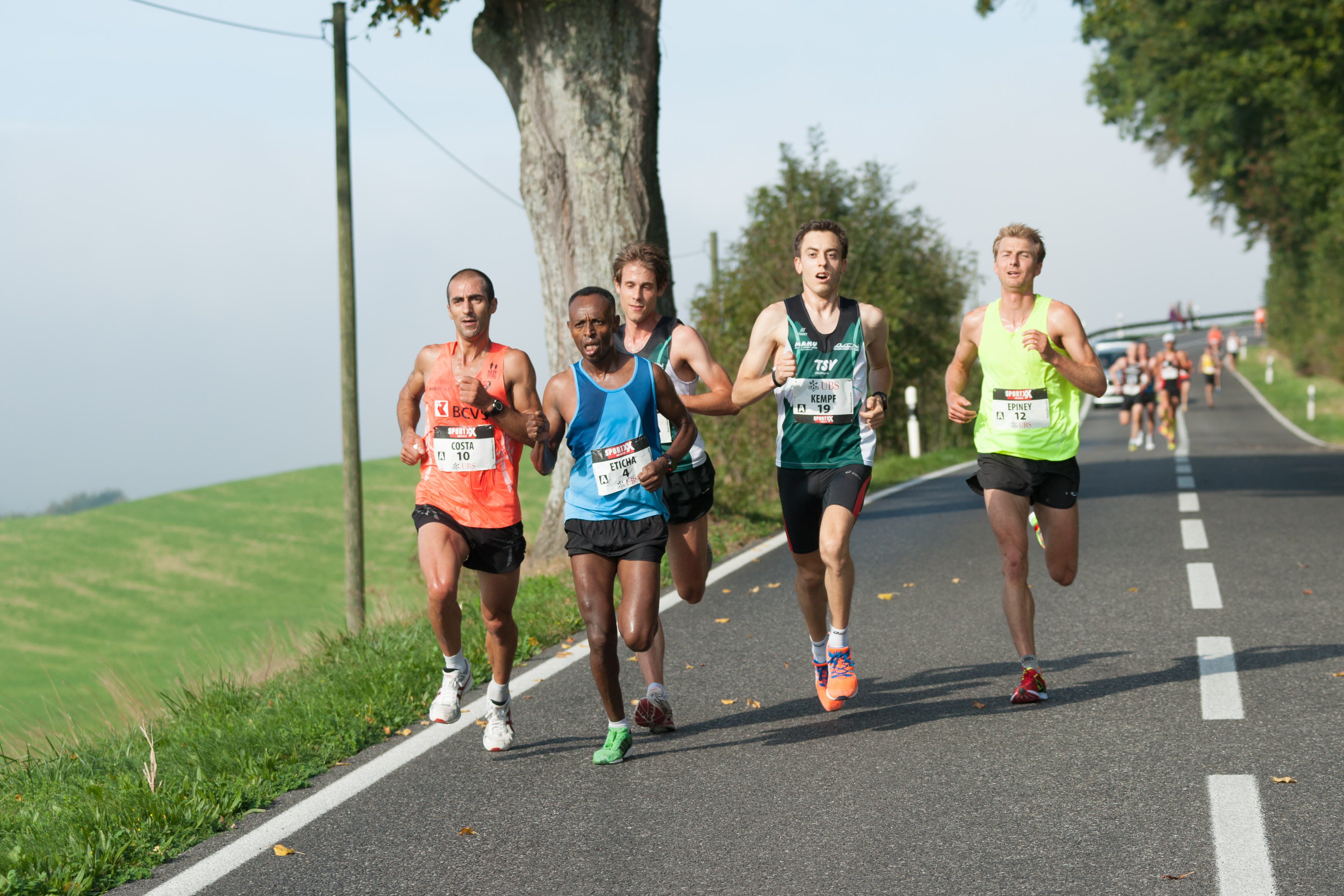
Murtenlauf 2014